# Fischer Racing

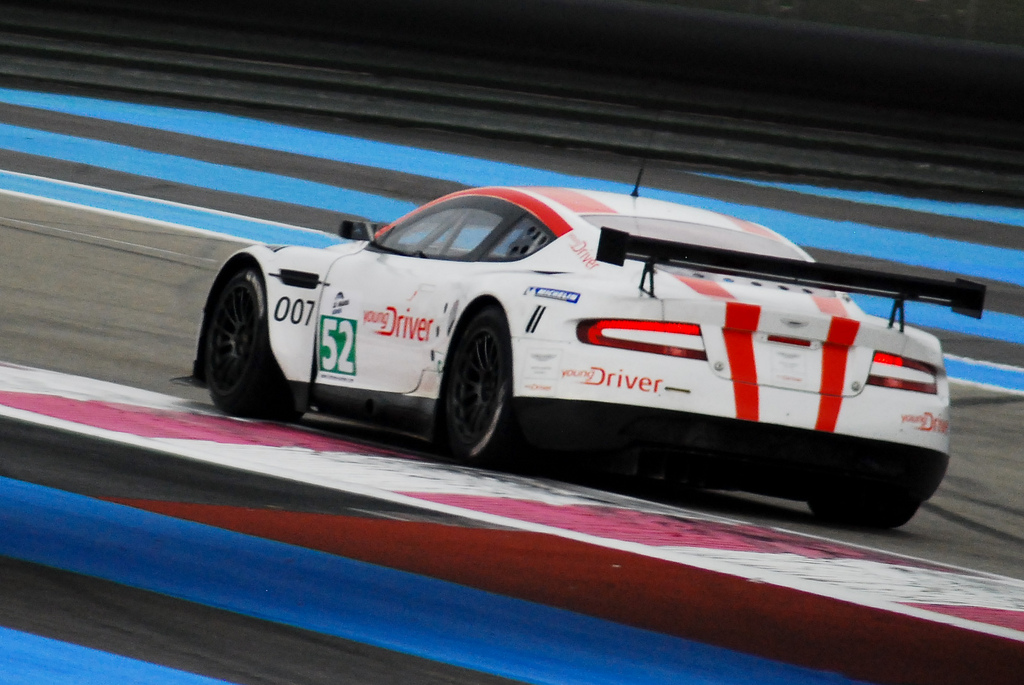
L'Aston Martin DBR9 de le Mans Series 2010

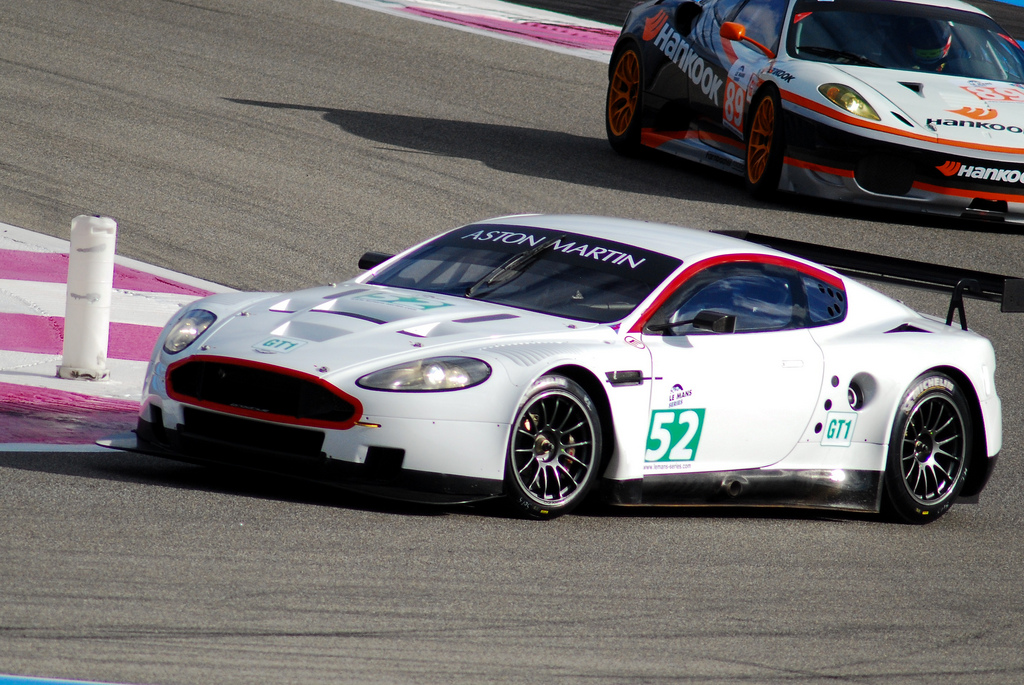
L'Aston Martin DBR9 de Le Mans Series 2010

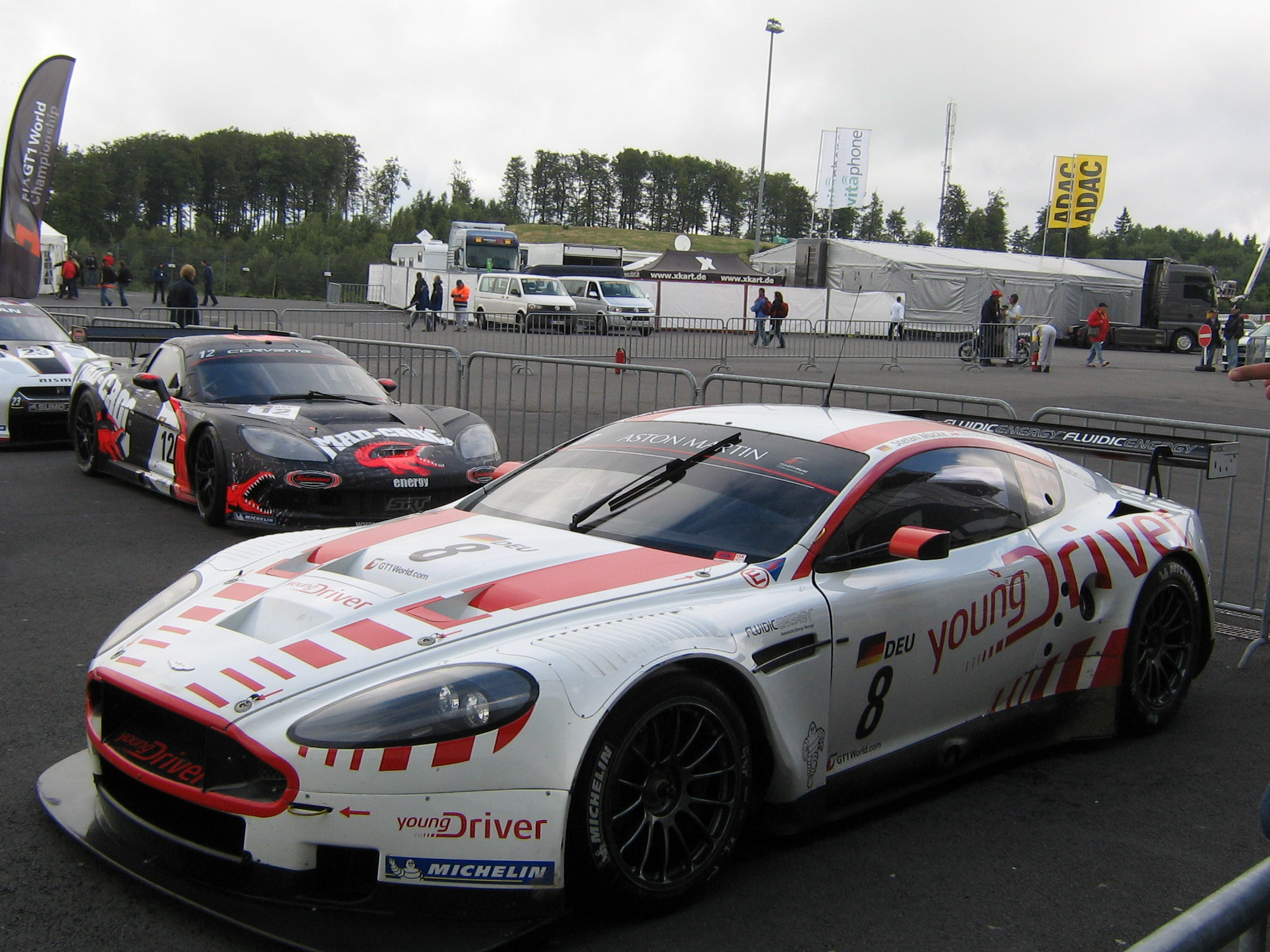
L'Aston Martin DBR9 N°8 de FIA GT1 2010

Fischer Racing, est une écurie allemande de sport automobile basée à Paderborn et fondée par Erhard Fischer en 2005. Elle participe ou a participé à divers championnats de Grand Tourisme dont principalement l'ADAC GT Masters.
Depuis 2009, l'écurie s'est associée à Aston Martin Racing sous le nom de Young Driver AMR pour participer au Championnat du monde FIA GT1 ou aux 24 Heures du Mans.

## Palmarès
- SEAT León Supercopa Allemagne[3]
  - Champion en 2005 et 2007 avec Thomas Marschall
  - Champion en 2006 avec Florian Gruber

- Championnat d'Europe FIA GT3
  - Victoire à Oschersleben en 2009 avec Florian Gruber et Christoffer Nygaard

- Championnat du monde FIA GT1
  - Victoire au Nürburgring en 2010 avec Tomáš Enge et Darren Turner
  - Victoire sur le Circuit de Goldenport à Pékin en 2011 avec Darren Turner et Stefan Mücke